# Razianus farzanpayi
Espèce
Razianus farzanpayi est une espèce de scorpions de la famille des Buthidae.

## Distribution
Cette espèce est endémique du Pakistan. Elle se rencontre au Khyber Pakhtunkhwa et au Baloutchistan.

## Description
Le mâle holotype mesure 20,6 mm et les femelles de 20,3 à 23,2 mm.

## Étymologie
Cette espèce est nommée en l'honneur de Reza Farzanpay.

## Publication originale
- Tahir, Navidpour & Prendini, 2014 : « First reports of Razianus (Scorpiones, Buthidae) from Iraq and Pakistan, descriptions of two new species, and redescription of Razianus zarudnyi. » American Museum novitates, no 3806, p. 1-26 (texte intégral).